# 秋田造船鉄工
秋田造船鉄工株式会社（あきたぞうせんてっこう）は、秋田県男鹿市に本社・造船所を置く造船・船舶修繕・機械設備整備事業者である。

## 概要
1938年（昭和13年）6月に設立・操業開始し、1951年（昭和26年）4月には日本鉱業船川製油所（現・ENEOS船川事業所）から工事請負常駐業者への指定を受け、以来同製油所をはじめとする周辺の石油関連の事業と関わりながら事業を営んできた。1960-1970年代には秋田市にも工場を開設したが、2005年（平成17年）までに本社以外の工場は閉鎖した。同年2月からは、秋田国家石油備蓄基地内における油中ポンプ等の整備や回転機メンテナンス業務も担当している。
本社工場の修繕能力は499総トンまでであり、他社を含め秋田県内の港湾には大型の船舶に対応可能な修繕施設がなかったことから、秋田県沿岸海域での洋上風力発電施設の整備等による大型作業船等の修繕機会の増加に備え、秋田県及び県内企業による秋田船舶上架株式会社の設立に参画した。2019年（平成31年）1月に法人が設立され、2024年（令和6年）6月に秋田造船鉄工の本社工場に隣接して秋田船舶上架の引揚船台（船体自重2,500トンまで対応）が完成し、操業を開始した。

## 主要設備
- No.1船台：145m×5.5m 上架能力499GT クレーン3t×1[1][2]
- No.2船台：114m×4.0m 上架能力200GT クレーン3t×1[1][2]
- 上架用台車×2[4]
- 油圧ジャッキ50t×20[4]
- FRP製作業船（5t未満）×1[4]

建造・修理能力は、建造が200GT、修理が499GTである。

## 沿革
- 1938年（昭和13年）6月25日 - 設立・操業開始[1][2]。
- 1951年（昭和26年）4月 - 日本鉱業船川製油所（現・ENEOS船川事業所）から工事請負常駐業者に指定される[1]。
- 1961年（昭和36年）8月 - 秋田造船株式会社と合併し、秋田造船鉄工株式会社となる[1]。
- 1969年（昭和44年）9月 - 秋田市土崎港に秋田工場を設置[1]。
- 1974年（昭和49年）10月 - 秋田市向浜金属団地協同組合に加入[1]。同団地に秋田工場を建設[1]。
- 1999年（平成11年）- 分工場を閉鎖[1]。
- 2005年（平成17年）2月 - 秋田工場を閉鎖[1]。秋田国家石油備蓄基地内における油中ポンプ等の整備業務・回転機メンテナンス業務を開始[1]。
- 2019年（平成31年）1月 - 関連会社の秋田船舶上架株式会社が発足[3]。
- 2024年（令和6年）6月 - 本社工場に隣接して秋田船舶上架の引揚船台が完成し、操業を開始[3]。

## 関連会社
- 秋田船舶上架株式会社[3]